# Illots de les Pitiüses
Els Illots de les Pitiüses són una sèrie de petites illes deshabitades que envolten les illes d'Eivissa i Formentera.

## Eivissa
L'illa d'Eivissa està envoltada, en el sentit de les agulles del rellotge per molts illots distints:

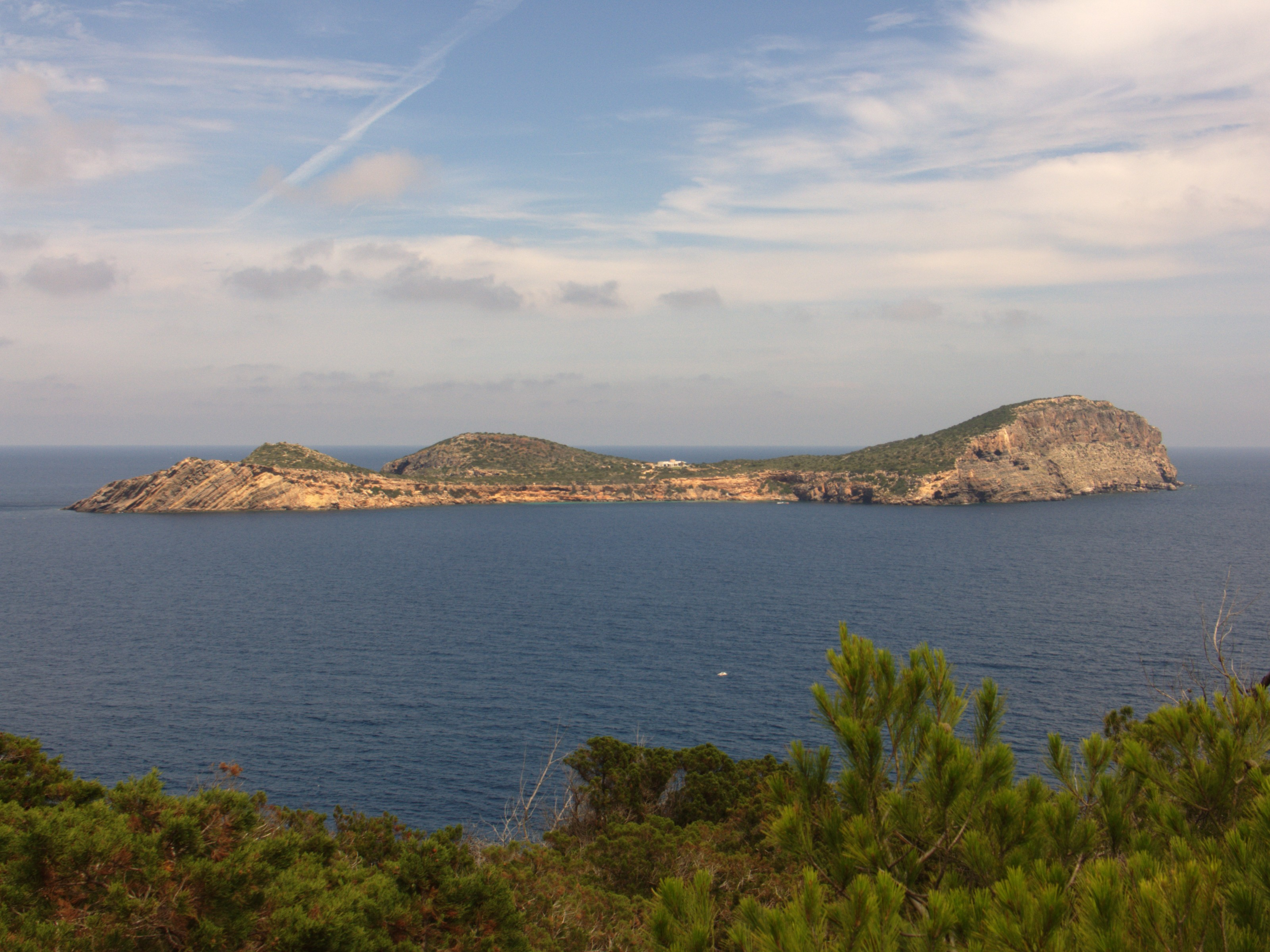
Tagomago des de la punta d'en Valls

- Illots de Porroig, conegut com a illeta d'en terra. Hi destaca un punt elevat que mira cap a terra, endret de la cala de ses illetes, a la vénda de davall sa serra d'es Cubells.
- Es Vedrà: Per arribar cal anar des d'Eivissa fins a la carretera pel port de Sant Antoni, davant de Cala d'Hort. L'accés als illots és exclusivament per mar i en embarcacions privades i amb permís. La seva vegetació tot i que aquests illots estan sotmesos a la influència constant del mar, el vent i la seva falta de sòl existeixen molts endemismes i espècies de gran interès per la seva raresa. Els principals endemismes vegetals presents en els illots són: Silene hifacensis, Limonium pseudoebusitanum, Asperula paui, Medicago blanca, Diplotaxis ibicensis, Lamottea dianae, etc. Entre les espècies singulars, destaca per la seva escassa presència a l'arxipèlag la Lletrera arbustiva (Euphorbia dendroides). A l'illa d'Espartar tenen especial importància les comunitats vegetals d'espart que conformen l'extensió més gran d'aquestes plantes a les Pitiüses. Els principals trets de la fauna es troben a la gran varietat d'aus, sargantanes i diferents representants del grup dels invertebrats. Es tracta d'un dels principals llocs de reproducció d'aus marines i rapinyaires. Pel que fa als invertebrats, especial rellevància tenen els cargols del gènere Trochoidea. La sargantana pitiüsa (Podarcis pityusensis) presenta subespècies endèmiques en els diferents illots que es poden determinar pels colors i mides que presenten. Les úniques empremtes humana actuals, a més del turisme, són els fars i les restes de sitges.
- Es Vedranell, és un petit illot situat entre Eivissa i la costa oriental d'Es Vedrà, dins el municipi de Sant Josep de sa Talaia, més petita i baixa que aquesta. Presenta un relleu fortament escarpat amb una altura màxima de 117 m. Té la mateixa fauna i vegetació que l'illot d'Es Vedrà.
- S'Escull de Cala d'Hort, en aquest illot podem trobar-nos Cala Truja (petita cala de roques en la qual es troba una caseta de pescadors), Cala Carbó, La Punta des Moros, Punta Forcada, Caló de s'oratge, i per fi Cala Vadella.
- Espardell d'Espartar (Fraile): és una illa menor de les Illes Balears, a Espanya. Està situada al nord de l'illa de Formentera, uns 4 km a l'est de l'illa d'Espalmador. Pertany al municipi de Formentera i al Parc Natural de ses Salines. L'illa està continuada al sud per l'illot d'Espardell. Té aproximadament 1.570 m de longitud de nord a sud (0.6 km²). La seva costa és escarpada, exceptuant una cala a l'est (Mollet). A la punta nord (Tramuntana) es troba el far d'Espardell, de 53 metres d'altitud. A la costa occidental es troben les restes d'una torre de defensa d'origen musulmà.
- Escull Daurat. És situat a la badia d'Eivissa.[1]
- Escull Llarg, situat en front de Platges de Comte, al nord-oest de s'escull de Punxes i al sud-oest de s'escullet de Pas, en Sant Josep de sa Talaia.[2]
- Escull Roig (Cala Carbó (Eivissa)), a Sant Josep de sa Talaia.[3]
- S'Espartar (Espart): té una extensió de 2,35 km².[4]
- Escull de S'Espartar: té una extensió de 0,25 km².
- Esculls de ses Punxes: extensió de 0,34 km².[5]

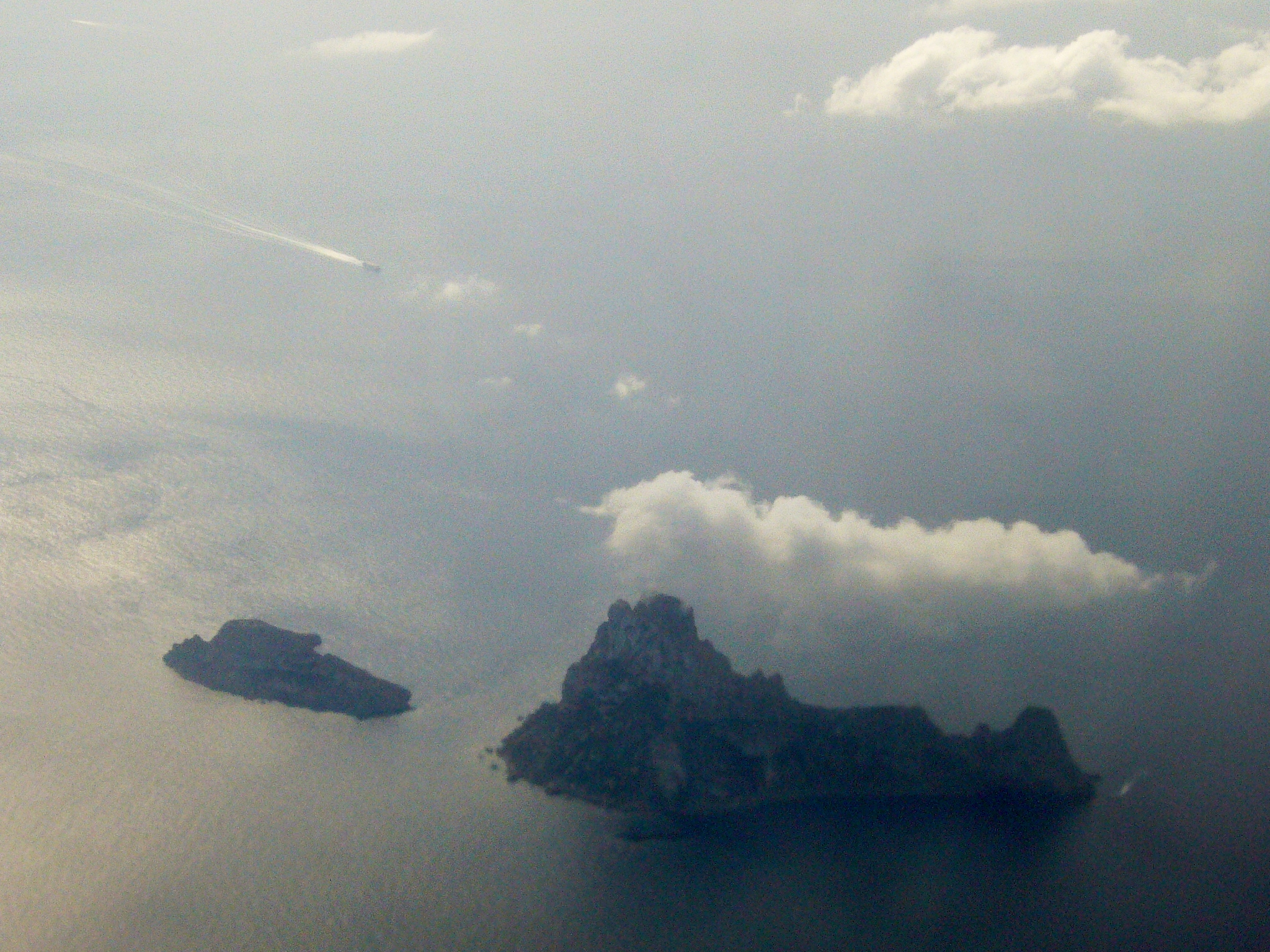
Es Vedrà i Es Vedranell

- Bosc: la seva extensió és d'1,75 km². està situada a Cala Compte.
- Na Bosc: 0,9 km².
- Escull Pla (Cala Tarida), entre l'escull de Coua i s'Amarrador o escull de Cala Tarida.[6]
- Bleda Plana: 1,25 km² i 18 metres d'altitud.[7]
- Escull Vermell: té una extensió de 0,2 km².
- Escull des Tonaire. S'hi podia veure a la badia d'Eivissa i va desaparèixer quan van fer les obres del nou port.[8]
- Escull de Tramuntana: 0,17 km².
- Sa Conillera (Eivissa): Aquest illot és el més gran de les Pitiüses, amb una extensió de 7,29 km². Té una llargària de 2.125 metres, entre es Cavall, al nord, i el cap Blanc, al sud; i 68 metres d'altitud màxima.[9] És un illot situat a l'extrem nord-occidental de l'illa d'Eivissa, a l'altura del municipi de Sant Josep. Està deshabitada i pertany al municipi de Sant Josep de sa Talaia.
- Farellons: 0,24 km².
- Illot de Cala Salada:
- Ses Margalides: 0,72 km².
- Entrepenyes: 0,15 km².
- Sa Galera:
- Escull d'es Pas:
- Formigues: 0,12 km².
- S'Escullet (cartografia històrica) o s'Escullat: 0,38 km². L'escull està prop de sa punta de ses Formigues, a Sant Vicent de sa Cala[10]
- Esculls de sa Punta Grossa: 0,35 km², (cala de Sant Vicent).[11]
- Illot de S'Hort: 0,24 km².
- Escull de Cala d'Hort: 0,17 km².
- Tagomago: És un illot situat a l'extrem nord-oriental de l'illa d'Eivissa, a l'altura del municipi de Santa Eulària del Riu. L'etimologia probable de tagomago és 'roca de Magon' en referència a Magó Barca, general cartaginès germà d'Hanníbal. En l'època musulmana es coneixia com a Taj Umayu. Té 1.525 m de longitud i 113 m d'amplada. L'illa és rocosa, amb un port a l'oest i un far a l'extrem sud-oriental. El far de Tagomago es va construir el 1913, i és un punt de referència en les rutes navals d'Eivissa a Palma i Barcelona. Es troba a 86,3 m sobre el nivell del mar, i la seva alçada és de 20,4 m. L'illa és de propietat privada i disposa d'una petita instal·lació turística a l'interior a la qual solen visitar polítics i famosos.
- Illa d'es Canar: 0,4 km².
- Illa de Santa Eulàlia: Està situada front a S'Argamassa, prop de la badia de Santa Eulària des Riu. Té 0,4 km de longitud i 35 metres d'altitud.[12]
- Redona: 0,4 km².
- Lladó:
- Es Malvins:[13] Està dividit en el Malví Pla que té una extensió de 0,41 km² i el Malví Gros amb extensió de 0,35 km².
- Sal Rossa: 0,25 km².
- Esponja: 0,1 km².

## Es Freus
Entre Eivissa i Formentera, trobam la zona des Freus, que es troba enclosa en l'àrea marina del Parc natural de ses Salines. En ella trobam els següents illots:
- En Caragoler, és un illot que forma es Freu Petit.
- Illa des Penjats: és l'illot més meridional d'Eivissa, situat en es Freus que el separen de Formentera. Té una extensió d'1,45 km² i pertany al municipi de Sant Josep de sa Talaia. Al nord es troba l'illa d'En Caragoler, i al sud l'illa des Porcs i la d'Espalmador. Entre s'Espalmador i l'illa des Penjats està el Freu més important.[14] A ponent es troben les dues illes Negres. A ponent es troben les dues illes Negres. La zona està enclosa en l'àrea marina del Parc natural de ses Salines.
- Les illes Negres.
- Punta Rama.
- Des Porcs. Forma es Freu Gros juntament amb les illes des Porcs i s'Espalmador. El punt més septentrional és la punta des Far d'en Pou que marca el límit entre Formentera i es Freu Gros.
- Sa Torreta. Es troba al vessant occidental de l'illa d'Espalmador.
- Casteví. Es troba al vessant occidental de l'illa d'Espalmador.
- S'Alga. Es troba al vessant meridional de l'illa dEspalmador
- S'Espalmador és una illa situada al nord de Formentera i al sud d'Eivissa, que depèn del municipi de Formentera i de la parròquia de Sant Ferran de ses Roques. És l'illa deshabitada més gran de les illes de les Pitiüses; té quasi 2 km² de superfície

- Espardell és un illot que es troba a l'orient d'Espalmador. Pertany al municipi de Formentera i està inclòs al Parc natural de ses Salines. Està situat a 1,4 km a l'oest de s'Espalmador i a 8 km al nord de la punta Pedrera de Formentera. A 100 m al sud-est d'Espardell es troba l'illot s'Espardelló. Els dos noms provenen de diminutius d'espart. La llargària, entre la punta de Tramuntana i la punta de Migjorn, és de 1.570 m i la superfície total és de 0,6 km².

## Formentera
Vorejant Formentera en el sentit de les agulles del rellotge, es troben:

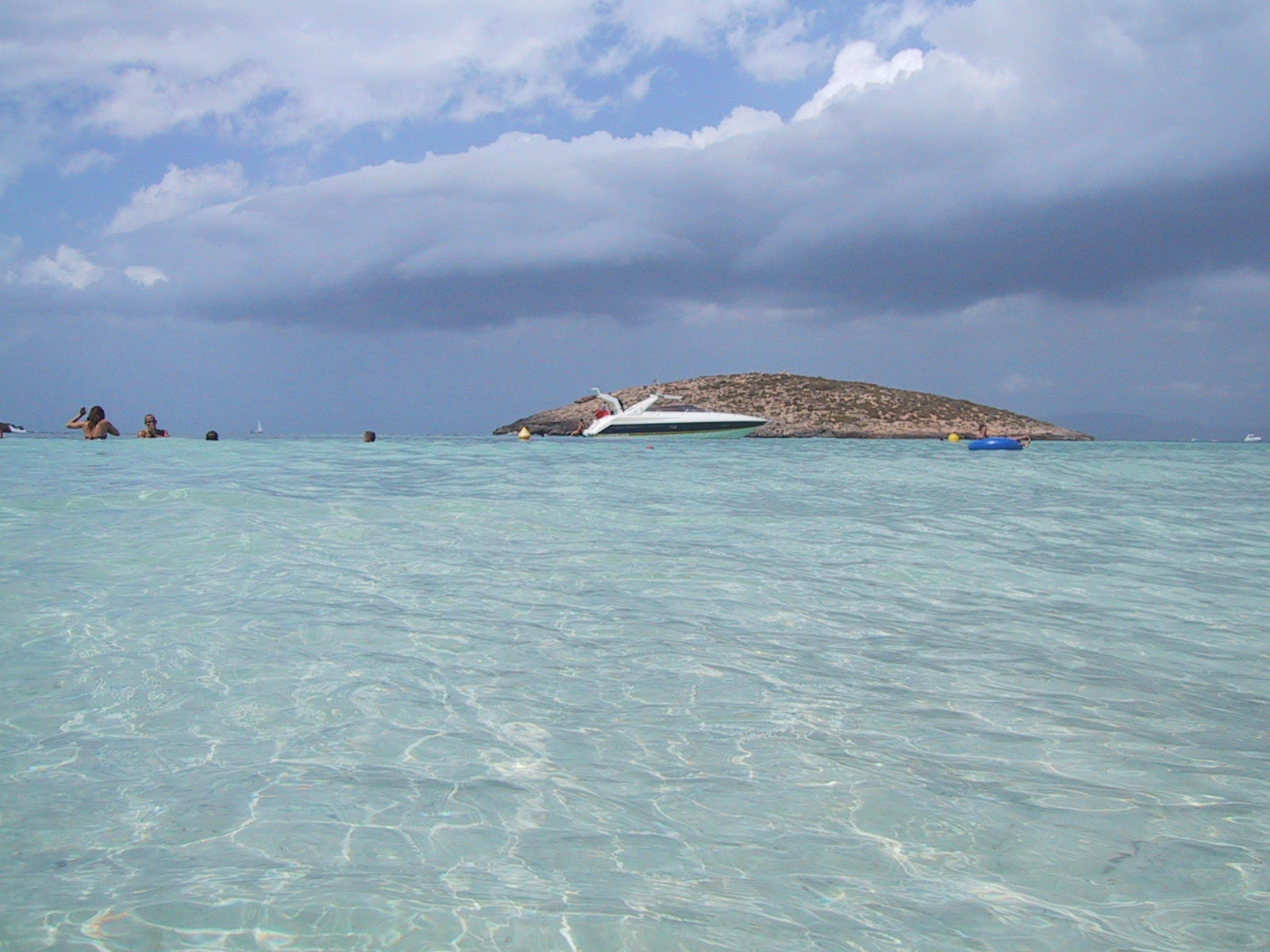
Illa redona

- Ses Illetes. A més de la platja a què dona nom, el nom prové de l'existència de diversos illots i esculls. De sud a nord són: 
  - escull d'en Palla.
  - illa Redona (rodona) o des Conills: té una extensió de 0,34 km².
  - escull des Pou.
  - illa d'en Forn o illa des Pouet.
  - illa de Tramuntana.

A més trobam els illots de:
- Illots d'Es Pujols. Es Pujols és un nucli de població de Formentera, de la parròquia de Sant Ferran de ses Roques, a la vénda des Molí – s'Estany. Es troba al nord-oest de l'illa, a l'oest de l'Estany Pudent. Forma una petita badia amb una línia d'illots que la resguarden de l'onatge: 
  - escull des Cossaris (deformació de corsaris): és un petit escull que avui està unit a la platja per una llengua de sorra.
  - illa des Fonoll Marí: és l'illot més gran de la badia des Pujols i el més pròxim a la platja, accessible amb facilitat. L'altitud de l'illot és de quasi 2 m. El nom es deu a l'abundància de la planta fonoll marí (Crithmum maritimum).
  - illa Plana.
  - illa de s'Aigua Dolça: té una extensió de 0,2 km².
- Sabina.